# Лесьнево (Маковський повіт)
Лесьнево (пол. Leśniewo) — село в Польщі, у гміні Карнево Маковського повіту Мазовецького воєводства.
Населення — 196 осіб (2011).
У 1975-1998 роках село належало до Цехановського воєводства.

## Демографія
Демографічна структура станом на 31 березня 2011 року:
|          | Загалом | Допрацездатний вік | Працездатний вік | Постпрацездатний вік |
| -------- | ------- | ------------------ | ---------------- | -------------------- |
| Чоловіки | 86      | 19                 | 59               | 8                    |
| Жінки    | 110     | 26                 | 56               | 28                   |
| Разом    | 196     | 45                 | 115              | 36                   |